# Adrian Wilson
Adrian Wilson (ur. 12 października 1979 roku w High Point w stanie Karolina Północna) – amerykański zawodnik futbolu amerykańskiego, grający na pozycji strong safety. W rozgrywkach akademickich NCAA występował w drużynie North Carolina.
W roku 2003 przystąpił do draftu NFL. Został wybrany w trzeciej rundzie (64. wybór) przez zespół Arizona Cardinals. W drużynie z Arizony występuje do tej pory.
Pięciokrotnie został wybrany do meczu gwiazd Pro Bowl, a czterokrotnie do najlepszej drużyny ligi All-Pro.